# Fernando de Avendaño y González
Fernando de Avendaño y González (Lima, 1577 - 1655), sacerdote y catedrático criollo que ocupó importantes cargos eclesiásticos y académicos en el Virreinato del Perú. Rector de la Universidad de San Marcos.

## Biografía
Sus padres fueron Gaspar de Avendaño y María González Enríquez, ambos oriundos de Buitrago. Inició sus estudios en el Real Colegio de San Martín, y los prosiguió en la Universidad de San Marcos, graduándose de Bachiller, Licenciado y Maestro en Artes. Iniciada su labor sacerdotal, pudo obtener los grados de Licenciado (1609) y Doctor en Teología (1618).

### Labor docente
Hacia 1601 era catedrático de Artes en su Universidad, puesto en el que se mantuvo durante largos años (aunque con interrupciones) logrando el aprecio de sus alumnos y colegas. Debido a su prestigio académico, el claustro le encargó el elogio del Conde de Chinchón durante la ceremonia de recibimiento al nuevo Virrey (11 de junio de 1629). Al año siguiente, tomó posesión de la cátedra de Prima de Teología Escolástica Supernumeraria, que en forma ejemplar leyó durante varios años sin percibir remuneración. Finalmente fue elegido rector (1640).

### Carrera eclesiástica
Luego de recibir las sagradas órdenes, ejerció los cargos de capellán en el Monasterio de las Descalzas de San José (1603?), cura de la doctrinas de San Pedro de Casta (1604), San Francisco de Iguari (1610), la Collana de Lampas (1616) y de la parroquia de Santa Ana (1618). Nombrado visitador general de idolatrás (1617-1623), predicó la absolución de los indios que destruyeran sus antiguos ídolos, y animado por su celo evangélico, proyectó su cólera contra hechiceros y brujos, al mismo tiempo que amonestó a los curas que no cumplían sus deberes. Promovido al curato de la Catedral de Lima, fue incorporado al Cabildo Metropolitano como racionero (1621). Se le había otorgado la dignidad de chantre en el cabildo eclesiástico de Huamanga (1624), pero el arzobispo Gonzalo de Campo lo instó a renunciarla porque requería de sus servicios en la administración de la arquidiócesis, e inmediatamente lo hizo acompañarlo en su visita pastoral interrumpida por la muerte del prelado (1626).
En el cabildo metropolitano fue promovido sucesivamente a las dignidades de canónigo (1633), provisor (1636), chantre (1638) y arcediano (1648). Desde 1643 era calificador del Santo Oficio, siendo propuesto como juez ordinario por el arzobispo Villagómez, pero los inquisidores se opusieron alegando que no era canonista, aunque tuvieron que aceptarlo dos años después. Tomando en cuenta su experiencia, se le confió nuevamente la visita de idolatrías de indios (1649) y finalmente, fue designado Obispo de Santiago de Chile (1655), aunque rechazó tal nombramiento.

## Obras

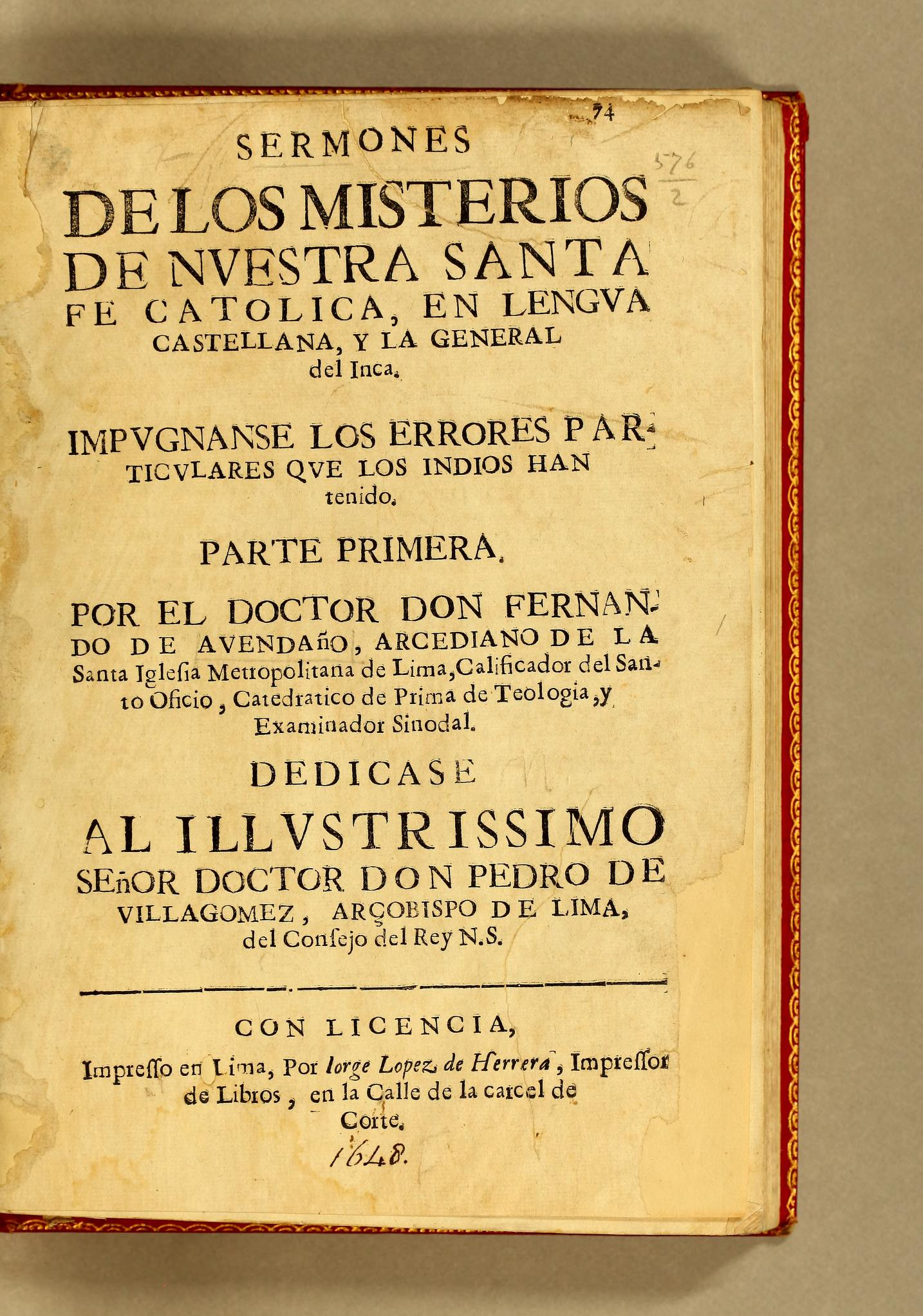
Portada de los Sermones de los misterios de nuestra santa fe catolica, en lengua castellana, y la general del Inca (Lima, 1648)

- Relación de las idolatrías de los indios. Manuscrito (1617).
- Sermones de los misterios de nuestra Santa Fe Católica, en lengua castellana y la general del Inca. Impreso (1648).